# Бычок Штейница
Бычок Штейница, или бычок Стейница (лат. Gammogobius steinitzi), — вид лучепёрых рыб из семейства бычковых. Вид назван в честь израильского морского биолога и герпетолога Хайнца Штейница (1909—1971).

## Описание
Максимальная длина тела до 53 мм. Черноморские экземпляры отличаются от средиземноморских и адриатических несколько бо́льшими размерами. Тело удлинённое, несколько сжато с боков. Покрыто ктеноидной чешуей. Голова и грудь голые, лишены чешуи. Голова крупная, слегка заостренная, составляет около 30—34 % длины тела. Глаза крупные, овальной формы, близко посажены. Межглазничное расстояние очень узкое. Верхняя губа по бокам не расширена. Передние ноздри короткие, имеют вид трубочек. Задние ноздри округлой формы. Брюшная присоска овальной формы, с хорошо развитой мембраной. Грудные плавники овальные, крупные. Спинные плавники не соединены мембраной у основания, с выемкой между ними. Основание второго спинного плавника длиннее основания анального плавника. Первый луч спинного плавника не удлинен. Хвостовой стебель не уплощён. Хвостовой плавник закругленный. Тело с вертикальными чередующимися широкими 6 зеленовато-коричневатыми и 6 узкими светлыми полосами. На хвостовом плавнике 4-5 рядов вертикальных темных пятнышек, образующих узкие полоски. У основания хвостового плавника тёмное вертикальное пятно. От глаз тянутся тёмно-коричневые полоски.

## Ареал
Представитель группы редких рыб, ведущих скрытный образ жизни и обитающих в подводных морских пещерах и гротах Средиземноморья и Чёрного моря. Известен из нескольких мест в северной части Средиземного моря: у побережья Франции недалеко от Марселя, у острова Ивиса, Балеарские острова, Испания, на севере Тирренского моря, к югу от острова Эльба, Италия, а также на севере Адриатического моря. Вид наблюдали при исследованиях в морском Национальном парке острова Порт-Кро, Франция. Найден у острова Крит, Греция.
В Чёрном море впервые найден в 2009—2011 годах при исследовании подводных морских пещер полуострова Тарханкут (Крым, урочище «Малый Атлеш», морские карстовые пещеры). Донный морской вид, обитающий в сумеречной зоне на боковых вертикальных поверхностях или сводах потолка морских пещер. Предполагается, что он может обитать и в других подводных пещерах Чёрного моря, имеющих аналогичное строение.

## Биология
Донный вид, населяющий сумеречную зону на боковых вертикальных поверхностях или сводах потолка морских пещер. Биология вида не изучена из-за скрытного образа жизни. Обитает на глубинах от 2 до 25 м, по некоторым данным до 43 м.